# Corydalis angusta
Corydalis angusta là một loài thực vật có hoa trong họ Anh túc. Loài này được Z.Y. Su & Lidén mô tả khoa học đầu tiên năm 2008.